# Henry Charles Somerset, VI duca di Beaufort
Henry Charles Somerset, VI duca di Beaufort (Inghilterra, 22 dicembre 1766 – Badminton House, 23 novembre 1835), è stato un politico e nobile inglese.

## Biografia
Era il figlio di Henry Somerset, V duca di Beaufort, e di sua moglie Elizabeth Boscawen. Studiò a Westminster School, a Londra e si è laureato al Trinity College di Oxford, il 28 giugno 1786 con un Master of Arts.

## Carriera politica
Era un deputato Tory del Parlamento per Monmouth (1788 - 1790), per Bristol (1790 - 1796), e per Gloucestershire (1796 - 1803), quando successe al padre, prese il suo posto nella Camera dei Lord. È stato Lord Luogotenente di Monmouthshire e Lord Luogotenente di Brecknockshire dal 1803, e Lord Luogotenente del Gloucestershire dal 1810 fino alla sua morte nel 1835.
Egli portò la Corona della Regina per l'incoronazione di Guglielmo IV e Adelaide di Sassonia-Meiningen, l'8 settembre 1831. È stato nominato Cavaliere della Giarrettiera, 17 gennaio 1805.

## Matrimonio
Il 16 maggio 1791 a Lambeth Church, Londra, Lady Charlotte Sophia Leveson-Gower (1771-1854), figlia di Granville Leveson-Gower, I marchese di Stafford. Ebbero dodici figli:
- Henry Somerset, VII duca di Beaufort (5 febbraio 1792 - 17 novembre 1853);
- Lord Granville Charles Henry Somerset (27 dicembre 1792 - 23 febbraio 1848);
- Lord William George Henry Somerset (1º dicembre 1793 - 13 gennaio 1794);
- Lady Charlotte Sophia Somerset (25 aprile 1795 - 12 novembre 1865), sposò, il 12 agosto 1823, Frederick Gough-Calthorpe, IV Barone Calthorpe ed ebbero figli;
- Lady Susan Elizabeth Somerset (23 giugno 1798 - 16 aprile 1876), sposò, il 16 aprile 1822, il capitano Lord Edward O'Brien, e dopo la sua morte, sposò, l'11 novembre 1829, James Orde;
- Lady Georgiana Augusta Somerset (8 ottobre 1800 - 30 marzo 1865), sposò, il 30 maggio 1825, Granville Dudley Ryder ed ebbero figli;
- Lord Edward Henry Somerset (17 giugno 1802 - 19 febbraio 1802);
- Lady Susan Carolina Somerset (10 maggio 1804 - 4 febbraio 1886), sposò George Cholmondeley, II marchese di Cholmondeley;
- Lady Louisa Elizabeth Somerset (10 maggio 1806 - 26 agosto 1892), sposò, il 22 ottobre 1832, George Finch;
- Lady Isabella Somerset (19 agosto 1808 - 4 febbraio 1831), sposò, l'8 aprile 1828, Thomas Henry Kingscote;
- Lady Harriett Blanche Somerset (18 agosto 1811 - 25 maggio 1885), sposò, il 9 agosto 1833, Randolph Stewart, IX conte di Galloway ed ebbero figli;
- Lady Mary Octavia Somerset (16 luglio 1814 - 7 settembre 1906), sposò, il 28 novembre 1837, Sir Walter Farquhar, III Baronetto ed ebbero figli.

## Morte
Morì a Badminton House il 23 novembre 1835.

## Ascendenza
|                                             |                                    |                          | Genitori                                   |  |  | Nonni |  |  | Bisnonni                            |  |  | Trisnonni                               |  |
|                                             |                                    |                          |                                            |  |  |       |  |  | Henry Somerset, II duca di Beaufort |  |  | Charles Somerset, marchese di Worcester |  |
|                                             |                                    |                          |                                            |  |  |       |  |  | Henry Somerset, II duca di Beaufort |  |  | Charles Somerset, marchese di Worcester |  |
|                                             |                                    | Rebecca Child            |                                            |  |  |       |  |  | Henry Somerset, II duca di Beaufort |  |  |                                         |  |
| Charles Somerset, IV duca di Beaufort       |                                    |                          |                                            |  |  |       |  |  | Henry Somerset, II duca di Beaufort |  |  |                                         |  |
|                                             |                                    | Rachel Noel              | Wriothesley Noel, II conte di Gainsborough |  |  |       |  |  |                                     |  |  |                                         |  |
|                                             |                                    | Rachel Noel              | Wriothesley Noel, II conte di Gainsborough |  |  |       |  |  |                                     |  |  |                                         |  |
|                                             |                                    | Rachel Noel              | Catherine Greville                         |  |  |       |  |  |                                     |  |  |                                         |  |
| Henry Somerset, V duca di Beaufort          |                                    | Rachel Noel              |                                            |  |  |       |  |  |                                     |  |  |                                         |  |
|                                             |                                    | John Berkeley            | Richard Berkeley                           |  |  |       |  |  |                                     |  |  |                                         |  |
|                                             |                                    | John Berkeley            | Richard Berkeley                           |  |  |       |  |  |                                     |  |  |                                         |  |
|                                             |                                    | John Berkeley            | Elizabeth Symes                            |  |  |       |  |  |                                     |  |  |                                         |  |
| Elizabeth Berkeley                          |                                    | John Berkeley            |                                            |  |  |       |  |  |                                     |  |  |                                         |  |
|                                             |                                    | Elizabeth Norborne       | Walter Norborne                            |  |  |       |  |  |                                     |  |  |                                         |  |
|                                             |                                    | Elizabeth Norborne       | Walter Norborne                            |  |  |       |  |  |                                     |  |  |                                         |  |
|                                             |                                    | Elizabeth Norborne       | Frances Bacon                              |  |  |       |  |  |                                     |  |  |                                         |  |
| Henry Charles Somerset, VI duca di Beaufort |                                    | Elizabeth Norborne       |                                            |  |  |       |  |  |                                     |  |  |                                         |  |
|                                             | Hugh Boscawen, I visconte Falmouth | Edward Boscawen          |                                            |  |  |       |  |  |                                     |  |  |                                         |  |
|                                             | Hugh Boscawen, I visconte Falmouth | Edward Boscawen          |                                            |  |  |       |  |  |                                     |  |  |                                         |  |
|                                             | Hugh Boscawen, I visconte Falmouth | Jael Godolphin           |                                            |  |  |       |  |  |                                     |  |  |                                         |  |
| Edward Boscawen                             | Hugh Boscawen, I visconte Falmouth |                          |                                            |  |  |       |  |  |                                     |  |  |                                         |  |
|                                             |                                    | Charlotte Godfrey        | Charles Godfrey                            |  |  |       |  |  |                                     |  |  |                                         |  |
|                                             |                                    | Charlotte Godfrey        | Charles Godfrey                            |  |  |       |  |  |                                     |  |  |                                         |  |
|                                             |                                    | Charlotte Godfrey        | Arabella Churchill                         |  |  |       |  |  |                                     |  |  |                                         |  |
| Elizabeth Boscawen                          |                                    | Charlotte Godfrey        |                                            |  |  |       |  |  |                                     |  |  |                                         |  |
|                                             |                                    | William Evelyn-Glanville | George Evelyn                              |  |  |       |  |  |                                     |  |  |                                         |  |
|                                             |                                    | William Evelyn-Glanville | George Evelyn                              |  |  |       |  |  |                                     |  |  |                                         |  |
|                                             |                                    | William Evelyn-Glanville | Frances Broomhall                          |  |  |       |  |  |                                     |  |  |                                         |  |
| Frances Glanville                           |                                    | William Evelyn-Glanville |                                            |  |  |       |  |  |                                     |  |  |                                         |  |
|                                             |                                    | Frances Glanville        | William Glanville                          |  |  |       |  |  |                                     |  |  |                                         |  |
|                                             |                                    | Frances Glanville        | William Glanville                          |  |  |       |  |  |                                     |  |  |                                         |  |
|                                             |                                    | Frances Glanville        | Frances Hales                              |  |  |       |  |  |                                     |  |  |                                         |  |
|                                             |                                    | Frances Glanville        |                                            |  |  |       |  |  |                                     |  |  |                                         |  |

## Onorificenze
| Controllo di autorità | VIAF (EN) 11270288 · ULAN (EN) 500437580 · LCCN (EN) n85048316 · J9U (EN, HE) 987007423849805171 |